# Quercus marilandica
Chêne du Maryland
Espèce
Classification phylogénétique
Répartition géographique
Statut de conservation UICN

 LC  : Préoccupation mineure
Synonymes
- Quercus cuneata Wangenh.[2],[3]
- Quercus dilatata Raf.
- Quercus ferruginea F.Michx.
- Quercus neoashei Bush
- Quercus nobilis Mast. 1875 not K.Koch 1873

Quercus marilandica, le Chêne du Maryland, est une espèce d'arbustes à feuilles caduques du sous-genre Quercus et de la section Lobatae. L'espèce, originaire de l'est et du centre de l'Amérique du Nord, est présente aux États-Unis, de Long Island à la Floride. Elle prospère à l'ouest jusqu'au Texas, à l'Oklahoma et au Nebraska. On a signalé des populations isolées dans le sud du Michigan, mais il s'agirait en fait d'introductions,.

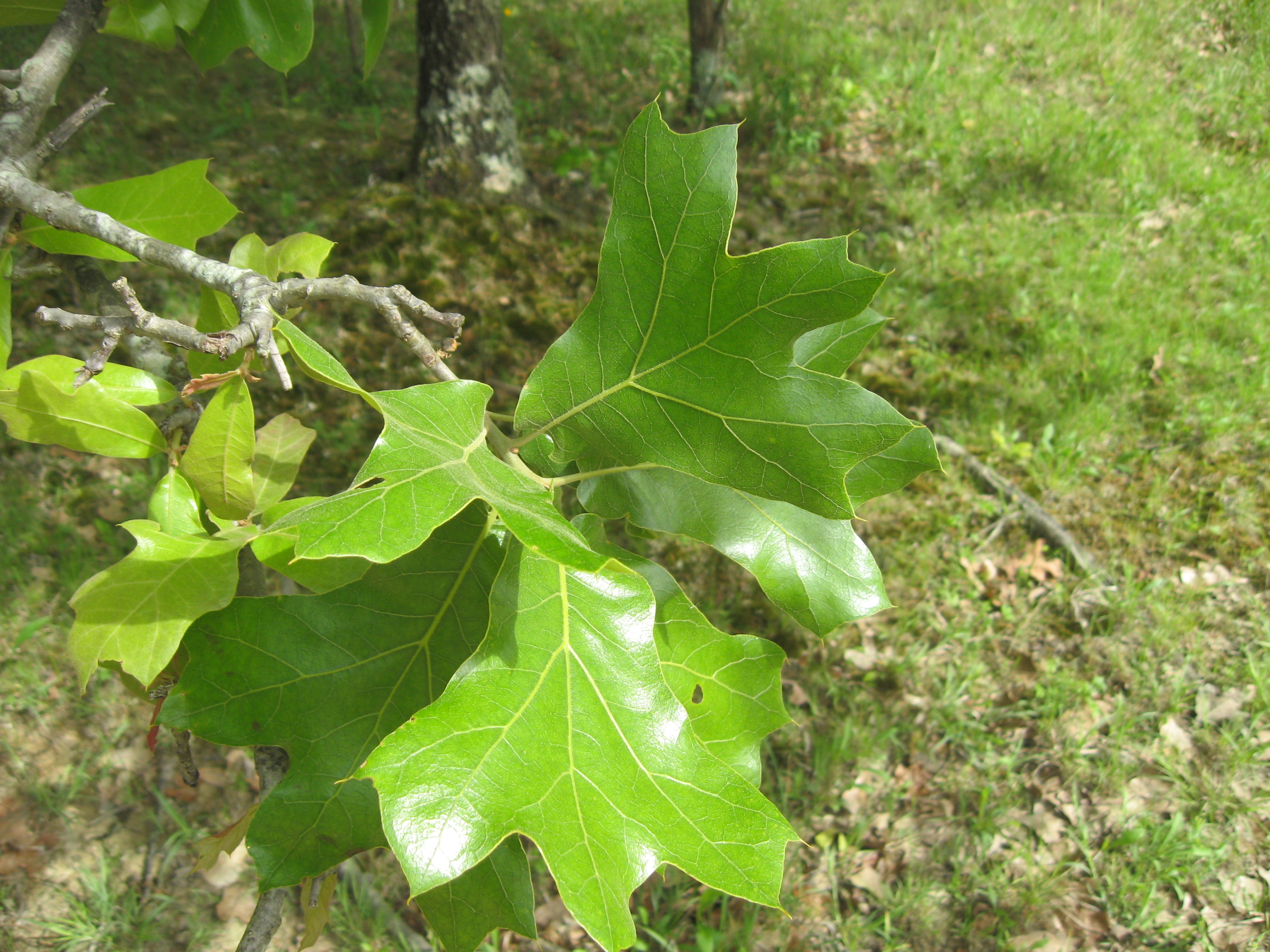
Feuilles du chêne du Maryland.
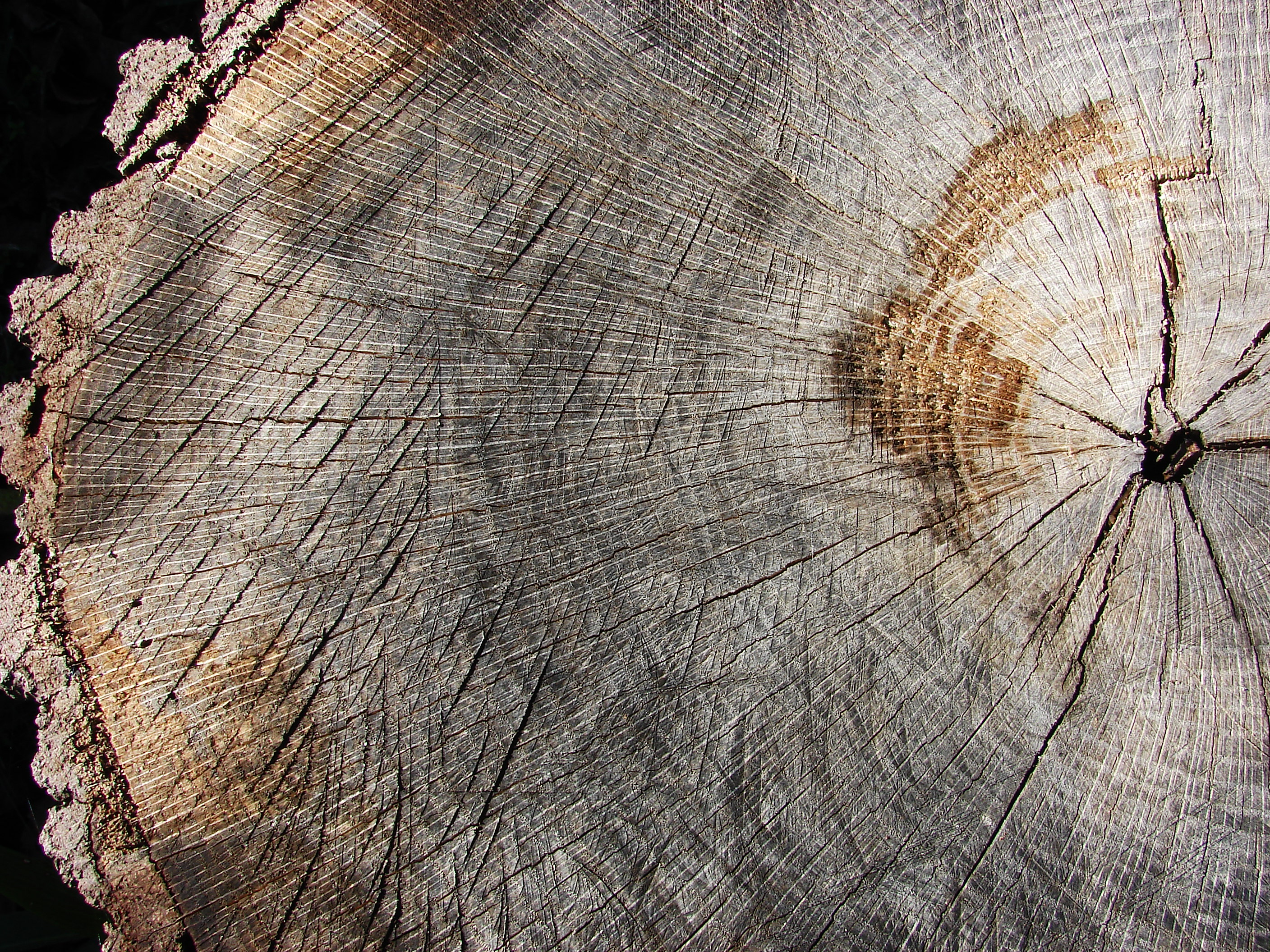
Coupe d’un chêne du Maryland, âgé d'approx. 75 ans.

Quercus marilandica peut atteindre une taille de 15 mètres. Son tronc se craquelle en plaques rectangulaires sombres, séparées par des fissures orange. Les feuilles, plutôt larges et dont la base est évasée, sont longues de 7  à   20 cm, et sont trilobées avec des indentations peu profondes. D'un vert foncé, elles sont duveteuses en surface, pubescentes en dessous, et après avoir viré au rouge puis au jaune au cours de l'automne, demeurent attachées à leur hampe tout l'hiver. Le gland est de petite taille (entre 12 et 20 mm de long, 10 à 18 mm de diamètre) ; comme les autres chênes, il lui faut 18 mois pour arriver à maturation.

## Habitat et distribution
Le chêne du Maryland s’épanouit dans les sols pauvres, légers et secs, ou rocheux, qui lui évitent la compétition avec d'autres feuillus. On le trouve généralement dans les plaines, depuis la côté jusqu'à l'altitude de 900 mètres. Quoiqu'il n'ait pas le port majestueux des autres chênes, c'est une essence intéressante pour la restauration des sites difficiles. Elle occupe parfois la strate inférieure des pinèdes de collines sableuses du sud-est des États-Unis. Le long de la plaine côtière du New Jersey, il colonise de préférence les endroits ensoleillés, découverts à proximité des mangroves. Il est souvent associé au Chêne écarlate et au chêne étoilé ainsi qu'au Pin rigide ; en strate inférieure des bois, il voisine avec le sumac, les fougères, les comptonies et les myrtes.
L'une de ses varietés, Quercus marilandica Münchhausen var. ashei Sudworth (D. M. Hunt 1989), pousse à l'extrême ouest de son aire de répartition, au nord du Texas, Oklahoma, et Kansas méridional. Là, tout le long de la lisière orientale du sud des Grandes Plaines, il forme avec le chêne étoilé une semi-savane alternant bois et prairies herbues : cet écosystème est appelé les Cross Timbers. À travers les clairières de chaille du plateau d'Ozark, dans l'Arkansas, ces deux essences d'arbustes sont dominantes.
La taille des chênes du Maryland des Cross Timbers peut atteindre 17 voire 20 m, avec un tronc d'un diamètre de 40 cm, mais elle dépasse à vrai dire rarement 12 m. Les feuilles, aussi larges que longues, ont une taille comprise entre 10 et 25 cm. Les glands constitue l'une des sources d'alimentation du Cerf de Virginie et du Dindon sauvage ; mais l'acide tannique des feuilles est toxique pour le bétail.